# 66 Leonis
66 Leonis är en vit ljusstark jätte i stjärnbilden Lejonet.
66 Leonis har visuell magnitud +6,80 och kräver fältkikare för att kunna observeras. Den befinner sig på ett avstånd av ungefär 260 ljusår.